# Sergey Turanok
Sergey Turanok (tiếng Belarus: Сяргей Туранок; tiếng Nga: Сергей Туранок; sinh 23 tháng 3 năm 1986) là một cầu thủ bóng đá Belarus. Tính đến năm 2017, anh thi đấu cho Isloch Minsk Raion.